# مونوپولی (ایتالیا)
منوپولی (به ایتالیایی: Monopoli) یک کومونه در ایتالیا است که در استان باری واقع شده‌است.

## خصوصیات
منوپولی ۱۵۶ کیلومترمربع مساحت و ۶۰٬۰۰۰ نفر جمعیت دارد و ۹ متر بالاتر از سطح دریا واقع شده‌است.

## خواهرخوانده
شهرهای ولوره، لیس و لوگوژ خواهرخوانده‌های منوپولی هستند.